# Stenhomalus takaosanus
Stenhomalus takaosanus là một loài bọ cánh cứng trong họ Cerambycidae.